# Magnús Guðmundsson
Magnús Guðmundsson (6 febbraio 1879 – Reykjavík, 28 novembre 1937) è stato un politico islandese.
È stato Primo ministro dell'Islanda dal giugno 1926 al luglio dello stesso anno.
È stato membro dell'Althingi dal 1916 fino alla sua morte, avvenuta nel 1937.
Inoltre ha ricoperto la carica di Ministro degli affari industriali (1924-1927), di Ministro delle finanze (1920-1922) e di Ministro della giustizia (1932-1934).